# Megalomma lobifera
Megalomma lobifera är en ringmaskart som först beskrevs av Ehlers 1887.  Megalomma lobifera ingår i släktet Megalomma och familjen Sabellidae. Inga underarter finns listade i Catalogue of Life.